# 加尔泽诺
加尔泽诺（義大利語：Garzeno），是意大利科莫省的一个市镇。总面积29平方公里，人口887人，人口密度30.6人/平方公里（2009年）。ISTAT代码为013106。